# Pelléas et Mélisande (opéra)
Pour les articles homonymes, voir Pelléas et Mélisande (homonymie).
Pelléas et Mélisande est un opéra en cinq actes (12 tableaux) de Claude Debussy, considéré par le compositeur comme un « drame lyrique ».

## Présentation
Le livret est de Maurice Maeterlinck, d'après sa pièce de théâtre éponyme. La première eut lieu le 30 avril 1902 à l'Opéra-Comique à Paris sous la direction d'André Messager.
L'opéra, comme la pièce de Maeterlinck, est une transposition du mythe de Tristan et Yseult : deux jeunes gens sont irrésistiblement amoureux; leur amour est interdit par la présence d'un mari âgé et violemment jaloux et ne peut s'accomplir que dans la mort.

Debussy a déclaré : 

« J'ai voulu que l'action ne s'arrêtât jamais, qu'elle fût continue, ininterrompue. La mélodie est antilyrique. Elle est impuissante à traduire la mobilité des âmes et de la vie. Je n'ai jamais consenti à ce que ma musique brusquât ou retardât, par suite d'exigences techniques, le mouvement des sentiments et des passions de mes personnages. Elle s'efface dès qu'il convient qu'elle leur laisse l'entière liberté de leurs gestes, de leurs cris, de leur joie ou de leur douleur. »

## Rôles
| Rôle                                                                     | Voix                              | Distribution, 30 avril 1902 (Chef d'orchestre : André Messager) |
| ------------------------------------------------------------------------ | --------------------------------- | --------------------------------------------------------------- |
| Arkel, roi d'Allemonde                                                   | basse                             | Félix Vieuille                                                  |
| Geneviève, mère de Golaud et Pelléas                                     | contralto                         | Jeanne Gerville-Réache                                          |
| Golaud, demi-frère de Pelléas                                            | baryton ou baryton-basse          | Hector Dufranne                                                 |
| Pelléas, petit-fils d'Arkel                                              | ténor ou baryton (baryton-martin) | Jean Périer                                                     |
| Mélisande                                                                | soprano ou mezzo-soprano          | Mary Garden                                                     |
| Yniold, fils de Golaud, issu d'un premier mariage                        | soprano ou soprano enfant         | C Blondin                                                       |
| Un médecin                                                               | basse                             | Viguié                                                          |
| Un berger                                                                | baryton                           |                                                                 |
| Marins en coulisses (un chœur mixte), femmes de service et trois pauvres |                                   |                                                                 |

C’est le choix de la cantatrice écossaise Mary Garden (1874-1967), souhaitée par Debussy et soutenue par le directeur de l’Opéra-Comique, Albert Carré (1852-1938), qui brouilla définitivement le musicien avec Maeterlinck qui voulait imposer sa maîtresse, Georgette Leblanc, lors de la création de l’opéra.

## Orchestre
| Instrumentation de Pelléas & Mélisande                                                      |
| Bois                                                                                        |
| 3 flûtes (la 3e joue aussi le piccolo), 2 hautbois, 1 cor anglais, 2 clarinettes, 3 bassons |
| Cuivres                                                                                     |
| 4 cors en fa, 3 trompettes en fa, 3 trombones, 1 tuba                                       |
| Percussions                                                                                 |
| 4 timbales, cymbales, triangle, glockenspiel, cloche en sol                                 |
| Cordes                                                                                      |
| premiers violons, seconds violons, altos, violoncelles, contrebasses, 2 harpes              |

## Musique
On parle souvent de Pelleas et Melisande comme d’un opéra « sans musique »; la seule mélodie chantée se trouve au début de l’acte III, le seul moment où Melisande se trouve seule et brosse ses cheveux avant la nuit (« mes longs cheveux descendent »).
Un accent tout particulier est mis sur la place du chromatisme dans l’œuvre, reflétant par sa variété l’atmosphère aquatique et onirique du conte (voir l’ouverture, Acte II scène 1, et scène finale).

## Décors
En collaboration avec le décorateur Ronsin, l'atelier Lucien Jusseaume réalise les décors pour la création.

## Déroulement

### Premier acte
Scène 1 : Une forêt

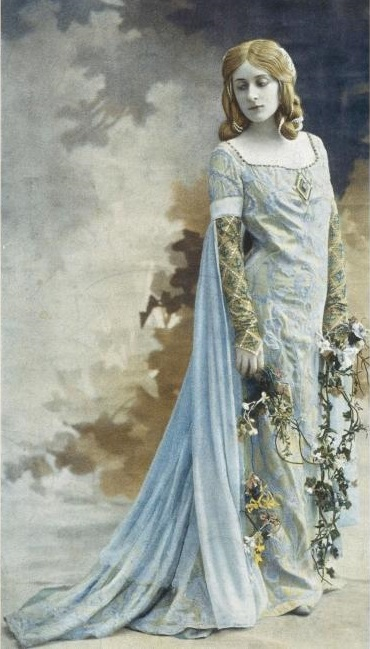
Mary Garden incarnant Mélisande.

- Je ne pourrai plus sortir de cette forêt… Dieu sait jusqu'où cette bête m'a mené…  (Golaud - Mélisande)
- Pourquoi pleures-tu ? (Golaud - Mélisande)
- Qu'est-ce qui brille… (Golaud - Mélisande)
- Oh ! vous avez déjà des cheveux gris… (Mélisande - Golaud)

Golaud rencontre dans une forêt Mélisande en pleurs. Elle est très timide et paraît triste mais ne trahit toutefois pas la raison de son comportement. Golaud l'emmène avec lui.
Scène 2 : Un appartement dans le château
- Voici ce qu'il écrit à son frère Pelléas (Geneviève)
- Je n'en dis rien (Arkel - Geneviève)
- Il avait toujours suivi mes conseils… (Arkel)
- Grand-père… (Pelléas - Geneviève - Arkel)

Dans le château, Golaud écrit une lettre à son demi-frère Pelléas. Celui-ci doit introduire une recommandation au roi Arkel afin que Golaud puisse rentrer après six semaines de voyage par mer avec sa deuxième femme Mélisande. La lettre est apportée à Arkel par Geneviève. Pelléas veut quitter le château à cause d'un ami qui est sur le point de mourir. Arkel avait choisi à l'origine une autre femme comme épouse pour Golaud mais soutient toutefois son nouveau choix et son retour.
Scène 3 : Devant le château
- Il fait sombre dans les jardins (Mélisande - Geneviève - Pelléas)
- Il est temps de rentrer… (Geneviève - Mélisande - Pelléas)
- Ne fais pas de bruit… (Golaud - Yniold)

Pelléas doit toutefois rester. Geneviève familiarise Mélisande avec son nouvel environnement. Mélisande craint l'obscurité du château et de sa forêt proche. Des voix sont entendues qui proviennent d'un navire en partance. Pelléas et Mélisande se rencontrent.

### Deuxième acte
Scène 1 : Une fontaine dans le parc

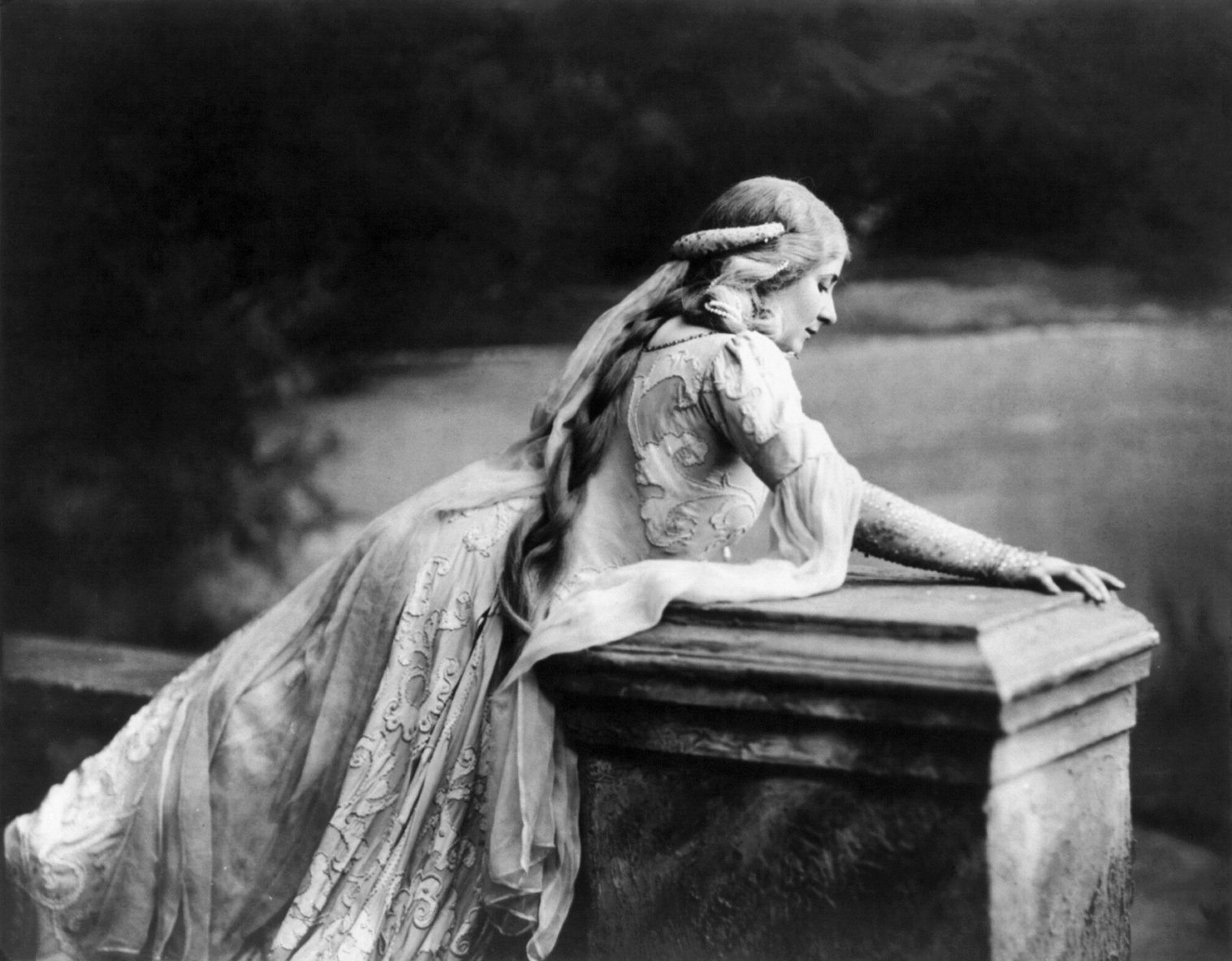
Mélisande à la fenêtre (Mary Garden, 4 avril 1908).

Pelléas conduit Mélisande à la fontaine des aveugles dont l'eau permet de retrouver la vue. Mélisande laisse tomber la bague de Golaud dans le puits. À la même seconde, Golaud, dans un autre lieu, tombe de cheval et se blesse.
Interlude I, pour orchestre
Scène 2 : Un appartement dans le château
- Ah ! ah ! tout va bien… (Golaud)
- Voulez-vous un peu d'eau… (Mélisande - Golaud)
- Voyons; sois raisonnable, Mélisande. Que veux-tu que je fasse ?… (Golaud - Mélisande)
- Tiens, où est l'anneau… (Golaud - Mélisande)

Il remarque que la bague n'est plus là, Mélisande prétend l'avoir perdue dans une grotte. Golaud l'envoie la chercher et ordonne à Pelléas d'aller avec elle.
Scène 3 : Devant une grotte
- Oui, c'est ici (Pelléas - Mélisande)
- Vous ne savez pas… (Pelléas - Mélisande)

Pelléas et Mélisande se heurtent dans la sombre grotte à trois misérables formes, sont confrontés à la maladie et à la famine et s'enfuient.
Interlude II, pour orchestre

### Troisième acte

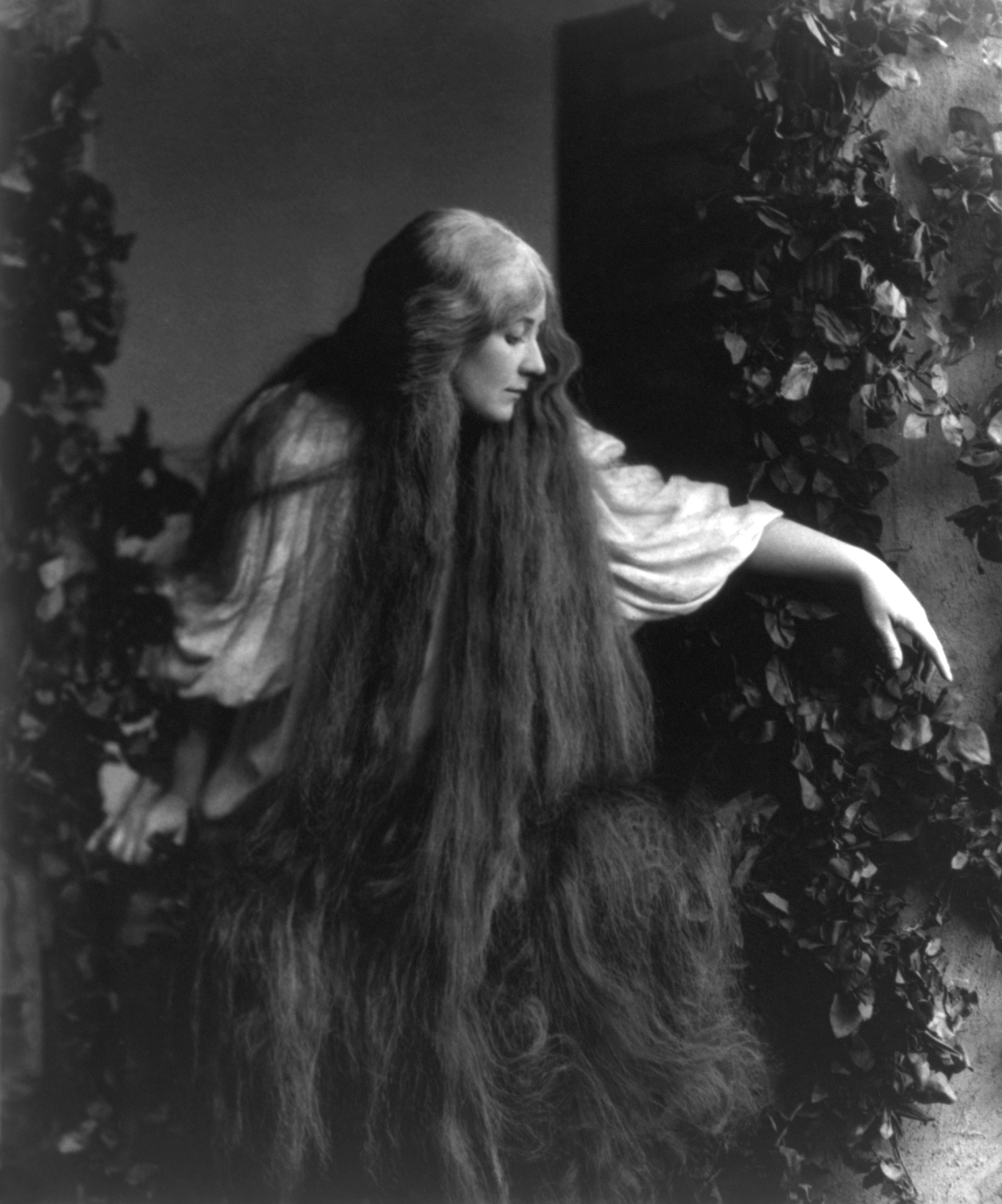
Mary Garden en Mélisande, le 4 avril 1908.
Scène 1 acte III : Mélisande lisse sa longue chevelure et se penche à une fenêtre de la tour tout en chantant.

Scène 1 : Une des tours du château. Un chemin de ronde passe sous les fenêtres de la tour
- Mes longs cheveux… (Mélisande)
- Holà ! Holà ! ho… (Pelléas - Mélisande)
- Il fait beau cette nuit… (Mélisande-Pelléas)
- Je me penche… (Mélisande - Pelléas)
- Je ne te donne pas ma main… (Mélisande - Pelléas)
- Je vois une rose… (Mélisande - Pelléas)
- Je les tiens dans mes mains… (Pelléas - Mélisande)
- Je les noue aux branches du saule (Pelléas - Mélisande)
- Que faites vous ici ? (Golaud)

Mélisande est à la fenêtre et peigne ses cheveux dénoués. Pelléas vient au pied de la tour, s'extasie devant la longue chevelure de Mélisande, s'enroule dedans. Les cheveux de Mélisande s'emmêlent aux branches. Golaud arrive, et surprend la scène. « Vous êtes des enfants » dit-il.
Scène 2 : Les souterrains du château
- Prenez garde… (Golaud - Pelléas)

Golaud a entraîné Pelléas dans les souterrains du château.
Scène 3 : Une terrasse au sortir du château
- Ah ! je respire enfin… (Pelléas)
- Oui elles se sont réfugiées (Golaud)

En remontant à la surface, Golaud ordonne à Pelléas d'éviter Mélisande.
Interlude III, pour orchestre
Scène 4 : Devant le château, sous la fenêtre de Mélisande
- Viens, nous allons nous asseoir ici (Golaud - Yniold)
- Pelléas et petite-mère… (Golaud - Yniold)

Sous les fenêtres de Mélisande, Golaud interroge son fils d'un premier mariage, Yniold : « Pelléas et Mélisande sont-ils souvent ensemble ? De quoi parlent-ils ? S'embrassent-ils ? ». Golaud hisse son fils jusqu'à la fenêtre de la chambre où se trouvent Pelléas et Mélisande et lui demande ce qu'ils font (ils sont immobiles et silencieux et regardent la lumière). Yniold s'effraie. Golaud l'entraîne.

### Quatrième acte
Scène 1 : Un appartement dans le château
- Où vas-tu ?… (Pelléas - Mélisande)

Pelléas, qui va quitter le château, donne pour le soir à Mélisande un dernier rendez-vous dans le parc, près de la fontaine.
Scène 2 : Un appartement dans le château
- Maintenant que le père de Pelléas est sauvé (Arkel)
- As-tu peur de mes vieilles lèvres… (Arkel - Mélisande - Golaud)
- Une grande innocence… (Golaud)
- Ne mettez pas votre main à la gorge (Golaud - Arkel - Mélisande)
- Si j'étais Dieu j'aurais pitié du cœur des hommes (Arkel)

Arkel, à qui Mélisande vient rendre visite, exprime à la jeune femme son affection et sa pitié. Golaud survient, blessé au front, et refuse que sa femme le soigne. Il lui réclame son épée, la traîne par les cheveux et la jette à terre.
Interlude IV, pour orchestre
Scène 3 : Une fontaine dans le parc
- Oh ! cette pierre est lourde (Yniold - Le Berger)

Yniold essaye de récupérer la bague en or de Mélisande coincée dans un rocher et observe un troupeau de moutons.
Scène 4 : le même lieu
- C'est le dernier soir… (Pelléas - Mélisande)
- Nous sommes venus ici… (Mélisande - Pelléas)
- Tu ne sais pas pourquoi… (Pelléas - Mélisande)
- Où es-tu ?… (Pelléas - Mélisande)
- Quel est ce bruit ?… (Pelléas - Mélisande)
- Écoute ! (Pelléas - Mélisande)
- Oh ! oh ! Je n'ai pas de courage ! (Mélisande)

Pelléas entre, suivi de Mélisande. C'est le dernier soir. Pelléas et Mélisande échangent un baiser en s'avouant leur amour. On ferme les portes du château : ils se retrouvent empêchés d'entrer. Golaud surgit par derrière un arbre, et frappe Pelléas à mort qui tombe près de la fontaine, tandis que Mélisande s'enfuit.

### Cinquième acte
Scène unique : Une chambre dans le château
- Ce n'est pas de cette petite blessure (Le Médecin - Arkel - Golaud - Mélisande)
- Comment te trouves-tu ? (Arkel - Mélisande - Golaud)
- Mélisande, as-tu pitié de moi ? (Golaud - Mélisande)
- Où es-tu ? Mélisande ! (Golaud - Arkel - Mélisande)
- Qu'y a-t-il ? (Golaud - Le Médecin - Arkel)
- Qu'y a-t-il ? (Le Médecin - Arkel)

Golaud a blessé légèrement Mélisande. Elle a mis au monde une petite fille. Elle a déliré plusieurs jours durant et est mourante à présent. Golaud lui demande pardon et tente, en vain, de lui faire avouer qu'elle fut coupable. Mélisande meurt doucement, en silence.

## Première et réception

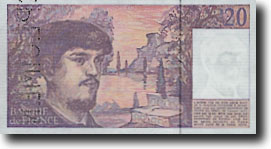
Le billet de banque 20 francs Debussy montre au verso le portrait de Debussy tandis que le dessin d'arrière-plan représente le décor de la scène intitulée « La Fontaine dans un parc » signé Lucien Jusseaume et Eugène Ronsin utilisé lors de la représentation de Pelléas et Mélisande en avril 1902 à l'Opéra comique.

Depuis le soir de mai 1893 où Debussy a assisté à la représentation de la pièce, il s'est écoulé presque dix ans. La générale, le 28 avril 1902, qui se déroule en public et salle pleine, donne lieu à réactions et controverses : des rires, des « conversations fiévreuses » — mais nulle présence ou intervention de la police comme on a pu le lire. Le musicologue Denis Herlin cite entre autres l'agenda d’Henri Büsser : « Peu de protestations. […] Debussy est dans le cabinet de Messager où il reçoit visites et félicitations. » Et dans le journal de Büsser, où ce dernier est plus nuancé : « Debussy s’est réfugié dans le bureau de Messager et fume nerveusement cigarette sur cigarette. Conseil de guerre avec Albert Carré et Messager. Nous sommes atterrés de l’accueil fait particulièrement au troisième acte. On a ri quand Mélisande dit : “Je ne suis pas heureuse”, après la scène où Golaud la traîne par les cheveux. »
Dès le lendemain de cette générale — donc la veille de la première —, la censure fait couper des parties de la scène 4 de l'acte 3.
Henri Büsser écrit dans son journal à propos de la première : 

« La première représentation reçoit du public un meilleur accueil : trois et quatre rappels par acte. La scène du petit Yniold soulève encore quelques murmures, vite apaisés. Salle enthousiaste pour les deux derniers actes. »

Cette incompréhension n'empêche pas le succès : « Pelléastres » et « contrapuntistes » s'affrontent. Debussy déclare : 

« Je ne crois plus à l'omnipotence de votre sempiternel do, ré, mi, fa, sol, la, si, do. Il ne faut pas l'exclure mais lui donner de la compagnie depuis la gamme à six tons jusqu'à la gamme à vingt et un degrés… Avec les vingt-quatre demi-tons contenus dans l'octave, on a toujours à sa disposition des accords ambigus qui appartiennent à trente-six tons à la fois. »

Vincent d'Indy salue et défend Pelléas dans son article de juin 1902 dans la revue L’Occident : 

« Quoi qu’il en soit, à quelque genre qu’on veuille ou ne veuille pas rattacher Pelléas et Mélisande, que résulte-t-il de l'audition pour tout esprit débarrassé du parti pris ?…, la sensation d'une très belle œuvre d'art que l'on peut ne pas comprendre tout d'abord — c'est le cas, je l'ai expliqué, de la plupart de critiques professionnels et aussi de bon nombre de musiciens — mais qui n'en éveille pas moins dans l’âme ce frémissement, constatation de beauté, que connaissent bien ceux dont l'enthousiasme artistique n'est point atrophié, et aussi le désir de réentendre, sûr garant de la valeur d'une œuvre. »

## Interprétations célèbres
- 1941 : Jacques Jansen (Pelléas), Irène Joachim (Mélisande), Henri Etcheverry (Golaud), Paul Cabanel (Arkel), Germaine Cernay (Geneviève), Leïla Ben Sedira (Yniold), Émile Rousseau (un Berger), Armand Narcon (un Médecin) et les chœurs Yvonne Gouverné, Orchestre de la Société des Concerts du Conservatoire, dirigé par Roger Désormière, Paris.
- 1953 : Camille Maurane (Pelléas), Janine Micheau (Mélisande), Michel Roux (Golaud), Xavier Depraz (Arkel), Rita Gorr (Geneviève), Annik Simon (Yniold), Marcel Vigneron (un Berger, un Médecin) et la chorale Élisabeth Brasseur, l'Orchestre des Concerts Lamoureux, dirigé par Jean Fournet, Paris.
- 1962 : Jacques Jansen (Pelléas), Micheline Grancher (Mélisande), Michel Roux (Golaud), André Vessières (Arkel), Solange Michel (Geneviève) - Chœur de la RTF, Orchestre national de la RTF dirigé par Désiré-Émile Inghelbrecht.
- 1964 : Camille Maurane (Pelléas), Erna Spoorenberg (Mélisande), George London (Golaud), Guus Hoekman (Arkel), Josephine Veasey (Geneviève), Rosine Brédy (Yniold), John Shirley-Quirk (le médecin), Gregore Kubrack (un berger) Chœurs du Grand Théâtre de Genève (chef des chœurs : Giovanni Bria) Orchestre de la Suisse romande dirigé par Ernest Ansermet, Genève (Grand-Théâtre).
- 1978 : Claude Dormoy (Pelléas) ,Michèle Command (Mélisande) ,Gabriel Bacquier (Golaud) ,Roger Soyer (Arkel) ,Jocelyne Taillon (Geneviève) ;Orchestre de Lyon ,direction Serge Baudo.

1978 : Richard Stilwell (Pelléas), Frederica von Stade (Mélisande), José Van Dam, (Golaud), Ruggero Raimondi (Arkel), Nadine Denize (Geneviève), Christine Barbaux (Yniold) et le chœur de l'opéra de Berlin, Orchestre Philharmonique de Berlin, dirigé par Herbert von Karajan (Enregistrement EMI).

## Enregistrements

### Discographie
| Direction                          | Date | En studio ou sur le vif                   | Pelléas            | Mélisande               | Golaud                   | Arkel                 | Yniold                   | Geneviève              | Éditeur                 |
| ---------------------------------- | ---- | ----------------------------------------- | ------------------ | ----------------------- | ------------------------ | --------------------- | ------------------------ | ---------------------- | ----------------------- |
| Roger Désormière                   | 1941 | Studio                                    | Jacques Jansen     | Irène Joachim           | Henri Etcheverry         | Paul Cabanel          | Leïla Ben Sedira         | Germaine Cernay        | EMI                     |
| Emil Cooper                        | 1945 | Sur le vif au Met, NYC                    | Martial Singher    | Bidu Sayão              | Lawrence Tibbett         | Alexander Kipnis      | Lilian Raimondi          | Margaret Harshaw       | Walhall Records / Naxos |
| Désiré-Émile Inghelbrecht          | 1951 | Sur le vif à la BBC, Londres              | Camille Maurane    | Suzanne Danco           | Henri Etcheverry         | André Vessières       | Marjorie Westbury        | Oda Slobodskaya        | Testament               |
| Ernest Ansermet                    | 1952 | Studio                                    | Pierre Mollet      | Suzanne Danco           | Heinz Rehfuss            | André Vessières       | Flore Wend               | Hélène Bouvier         | Decca                   |
| Désiré-Émile Inghelbrecht          | 1952 | Sur le vif au TCE, Paris                  | Camille Maurane    | Suzanne Danco           | Maurice de Groote        | André Vessières       | Marjorie Westbury        | Christiane Gayraud     | INA                     |
| Jean Fournet                       | 1953 | Studio                                    | Camille Maurane    | Janine Micheau          | Michel Roux              | Xavier Depraz         | Annick Simon             | Rita Gorr              | Philips                 |
| Herbert von Karajan                | 1954 | Sur le vif à la RAI de Rome               | Ernst Haefliger    | Elisabeth Schwarzkopf   | Michel Roux              | Mario Petri           | Graziella Sciutti        | Christiane Gayraud     |                         |
| André Cluytens                     | 1955 | Sur le vif à la Radio bavaroise           | Pierre Mollet      | Janine Micheau          | Henri Etcheverry         | Pierre Froumenty      | Jeanne Roland            | Agnès Disney           |                         |
| André Cluytens                     | 1956 | Studio                                    | Jacques Jansen     | Victoria de los Ángeles | Gérard Souzay            | Pierre Froumenty      | Françoise Ogéas          | Jeanine Collard        | EMI                     |
| Jean Morel                         | 1960 | Sur le vif au Met, NYC                    | Theodor Uppman     | Victoria de los Ángeles | George London            | Giorgio Tozzi         | Mildred Allen            | Regina Resnik          |                         |
| Herbert von Karajan                | 1962 | Sur le vif                                | Henri Gui          | Hilde Gueden            | Eberhard Waechter        | Nicola Zaccaria       | Adriana Martino          | Elisabeth Höngen       |                         |
| Désiré-Émile Inghelbrecht          | 1962 | Sur le vif au TCE, Paris                  | Jacques Jansen     | Micheline Grancher      | Michel Roux              | André Vessières       | Françoise Ogéas          | Solange Michel         | Naïve                   |
| Jean Fournet                       | 1962 | Sur le vif au Théâtre Colón, Buenos Aires | Pierre Mollet      | Victoria de los Ángeles | Julien Haas              | Joseph Rouleau        | Olga Chelavine           | Solange Michel         |                         |
| Désiré-Émile Inghelbrecht          | 1963 | Sur le vif au TCE, Paris                  | Camille Maurane    | Micheline Grancher      | Jacques Mars             | André Vessières       | Françoise Ogéas          | Marie Luce Bellary     | Inédits R.T.F (33 t)    |
| Vittorio Gui                       | 1963 | Sur le vif au Festival de Glyndebourne    | Hans Wilbrink      | Denise Duval            | Michel Roux              | Guus Hoekman          | Rosine Brédy             | Anna Reynolds          | Glyndebourne            |
| Ernest Ansermet                    | 1964 | Studio                                    | Camille Maurane    | Erna Spoorenberg        | George London            | Guus Hoekman          | Rosine Brédy             | Josephine Veasey       | Decca                   |
| Lorin Maazel                       | 1969 | Sur le vif à la RAI de Rome               | Henri Gui          | Jeannette Pilou         | Gabriel Bacquier         | Nicola Zaccaria       | Adriana Martino          | Anna Reynolds          | Opera d'Oro / Allegro   |
| Jean-Marie Auberson                | 1969 | Sur le vif au Grand Théâtre de Genève     | Éric Tappy         | Erna Spoorenberg        | Gérard Souzay            | Victor de Narké       | Anne-Marie Blanzat       | Arlette Chédel         | Claves                  |
| Pierre Boulez                      | 1970 | Studio                                    | George Shirley     | Elisabeth Söderström    | Donald McIntyre          | David Ward            | Anthony Britten          | Yvonne Minton          | Sony                    |
| Rafael Kubelík                     | 1971 | Sur le vif à la Radio bavaroise           | Nicolai Gedda      | Helen Donath            | Dietrich Fischer-Dieskau | Peter Meven           | Walter Gampert           | Marga Schiml           | Orfeo                   |
| Herbert von Karajan                | 1978 | Studio                                    | Richard Stilwell   | Frederica von Stade     | José van Dam             | Ruggero Raimondi      | Christine Barbaux        | Nadine Denize          | EMI                     |
| Serge Baudo                        | 1978 | Auditorium Lyon,avec public               | Claude Dormoy      | Michèle Command         | Gabriel Bacquier         | Roger Soyer           | Monique Pouradier-Duteil | Jocelyne Taillon       | RCA                     |
| Armin Jordan                       | 1979 | Studio                                    | Éric Tappy         | Rachel Yakar            | Philippe Huttenlocher    | François Loup         | Colette Alliot-Lugaz     | Jocelyne Taillon       | Erato                   |
| Mark Elder                         | 1981 | Sur le vif au London Coliseum             | Robert Dean        | Eilene Hannan           | Neil Howlett             | John Tomlinson        | Rosanne Brackenridge     | Sarah Walker           | Chandos                 |
| Claudio Abbado                     | 1986 | Sur le vif à La Scala, Milan              | Kurt Ollmann       | Frederica von Stade     | John Bröcheler           | Nicolaï Ghiaurov      | Patrizia Pace            | Glenys Linos           | Opera d'oro             |
| John Carewe                        | 1988 | Studio                                    | Malcolm Walker     | Eliane Manchet          | Vincent Le Texier        | Peter Meven           | Christian Fliegner       | Carol Yahr             | Pierre Verany           |
| Charles Dutoit                     | 1990 | Studio                                    | Didier Henry       | Colette Alliot-Lugaz    | Gilles Cachemaille       | Pierre Thau           | Françoise Golfier        | Claudine Carlson       | Decca                   |
| Claudio Abbado                     | 1991 | Studio                                    | François Le Roux   | Maria Ewing             | José van Dam             | Jean-Philippe Courtis | Patrizia Pace            | Christa Ludwig         | DGG                     |
| Jean-Claude Casadesus              | 1996 | Sur le vif à l'Opéra de Lille             | Gérard Théruel     | Mireille Delunsch       | Armand Arapian           | Gabriel Bacquier      | Françoise Golfier        | Hélène Jossoud         | Naxos                   |
| Bernard Haitink                    | 2000 | Sur le vif au TCE, Paris                  | Wolfgang Holzmair  | Anne Sofie von Otter    | Laurent Naouri           | Alain Vernhes         | Florence Couderc         | Hanna Schaer           | Naïve                   |
| Simon Rattle                       | 2016 | Sur le vif au Barbican Centre, Londres    | Christian Gerhaher | Magdalena Kožená        | Gerald Finley            | Franz-Josef Selig     | Elias Mädler             | Bernarda Fink          | LSO                     |
| François-Xavier Roth (Les Siècles) | 2021 | Studio                                    | Julien Behr        | Vannina Santoni         | Alexandre Duhamel        | Jean Teitgen          | Hadrien Joubert          | Marie-Ange Todorovitch | Harmonia Mundi          |

### Vidéographie
| Direction musicale  | Direction de la mise en scène | Date | Pelléas          | Mélisande            | Golaud            | Arkel              | Yniold            | Geneviève            | Éditeur                             |
| ------------------- | ----------------------------- | ---- | ---------------- | -------------------- | ----------------- | ------------------ | ----------------- | -------------------- | ----------------------------------- |
| John Eliot Gardiner | Pierre Strosser               | 1987 | François le Roux | Colette Alliot-Lugaz | José van Dam      | Roger Soyer        | Françoise Golfier | Jocelyne Taillon     | Ediciones del Prado / Arthaus Musik |
| Andrew Davis        | Graham Vick                   | 1987 | Richard Croft    | Christiane Oelze     | John Tomlinson    | Gwynne Howell      | Jake Arditti      | Jean Rigby           | Warner                              |
| Pierre Boulez       | Peter Stein                   | 1992 | Neill Archer     | Alison Hagley        | Donald Maxwell    | Kenneth Cox        | Samuel Burkey     | Penelope Walker      | DG                                  |
| Franz Welser-Möst   | Sven-Eric Bechtolf            | 2004 | Rodney Gilfry    | Isabel Rey           | Michael Volle     | László Polgár      | Eva Liebau        | Cornelia Kallisch    | Arthaus Musik                       |
| Bertrand de Billy   | Laurent Pelly                 | 2009 | Stéphane Degout  | Natalie Dessay       | Laurent Naouri    | Philip Ens         | Beate Ritter      | Marie-Nicole Lemieux | EMI                                 |
| John Eliot Gardiner | Stéphane Braunschweig         | 2010 | Phillip Addis    | Karen Vourc'h        | Marc Barrard      | Markus Hollop      | Dima Bawab        | Nathalie Stutzmann   |                                     |
| Philippe Jordan     | Robert Wilson                 | 2012 | Stéphane Degout  | Elena Tsallagova     | Vincent Le Texier | Franz Joseph Selig | Julie Mathevet    | Anne Sofie von Otter | Idéale Audience                     |
| Maxime Pascal       | Benjamin Lazar                | 2016 | Marc Mauillon    | Jenny Daviet         | Laurent Alvaro    | Stephen Bronk      | Julie Mathevet    | Emma Lyrén           | BelAir Classiques                   |

## Droits
Bien que les autres œuvres de Debussy soient dans le domaine public dans le monde entier, Pelléas et Mélisande est resté protégé jusqu'en 2020 dans l'Union européenne et les autres pays appliquant un délai de 70 ans posthume, le livret étant de Maurice Maeterlinck (mort en 1949).

## Adaptation
Le compositeur et chef d'orchestre Marius Constant a adapté l'œuvre en 1983 sous la forme d'une suite symphonique,.